# Glenea basalis
Glenea basalis é uma espécie de escaravelho da família Cerambycidae. Foi descrita por James Thomson em 1865.

## Subespecie
- Glenea basalis basalis Thomson, 1865
- Glenea basalis diversa Thomson, 1865